# Utnorsskogen
Utnorsskogen este o arie protejată (arie specială de conservare — SAC, sit de importanță comunitară — SCI) din Suedia întinsă pe o suprafață de 16,8 ha, integral pe uscat.

## Localizare
Centrul sitului Utnorsskogen este situat la coordonatele 59°00′27″N 16°59′49″E / 59.0076°N 16.9969°E.

## Înființare
Situl Utnorsskogen a fost declarat sit de importanță comunitară în iulie 2000 pentru a proteja 1 specie de plante. Situl a fost protejat și ca arie specială de conservare în martie 2011.

## Biodiversitate
Situată în ecoregiunea boreală, aria protejată conține 1 habitat natural: Taiga vestică.
La baza desemnării sitului se află o specie protejată de  plante: Buxbaumia viridis.